# Kansas City Public Service Co.
De Kansas City Railway Co. (KCRCo.) is een voormalig openbaarvervoerbedrijf in Kansas City (Missouri) en Kansas City (Kansas), in de Verenigde Staten. Het werd in 1925 overgenomen door de Kansas City Public Service Co. (KSPSCo.) en deze werd in 1960 overgenomen door Kansas City Transit.

## Ontstaan
De ontstaansgeschiedenis van het openbaar vervoer in Kansas City is complex. In het begin opereerden een tiental kleine trambedrijven die vaak niet meer dan 1 à 2 tramlijnen exploiteerden.
In Kansas City werd een van de eerste experimenten met elektrische tractie – stroom wordt van een bovenleiding onttrokken en daarmee wordt een tram in beweging gebracht – ter wereld uitgevoerd. In 1886 experimenteerde Prof. John C. Henry met een twee kilometer lange lijn van de East Side Electric Railway en bouwde deze om tot elektrische tramlijn. Vier paardentramwagens werden uitgerust met motoren met een kracht van 25 paardenkracht en met behulp van een tweedradige, gespannen bovenleiding werd stroom naar de motoren overgebracht. Het afnemen van de stroom gebeurde door een klein wagentje met 4 wieltjes, 2 per draad, dat door de tram voortgetrokken werd als deze in beweging kwam. 
De trams bleken lawaaiig te zijn maar het publiek had er wel belangstelling voor. Later werd door de sensatiepers het bericht de wereld in geholpen dat de trams horloges zouden magnetiseren. Na één jaar raakte het lijntje failliet en werd weer een paardentramlijn.
De eerste poging om de trambedrijven in Kansas City samen te voegen was in 1894 met de oprichting van de Kansas City Railway. Dit was een samensmelting van de Grand Avenue Railway Co., de Kansas City Cable Railway, en de Kansas City & Independence Rapid Transit Railway. Deze fusie werd echter voor de rechtbank in 1895 succesvol bestreden door de andere partijen. Even daarna ontstond weer een grote onderneming: de Metropolitan Street Railway Co. Zij voegde tussen 1895 en 1903 succesvol de Corrigan Consolidated Street Railway, East Side Electric Railway, Grand Avenue Railway Co., Kansas City Cable Railway, Kansas City Elevated Railway, Kansas City & Independence Rapid Transit Railway, Kansas City & Rosedale Street Railway, Kansas City Traction Co., Kensington Railway Park Connecting Railway, North East Street Railway Co., Peoples Cable Railway, Vine Street Motor Line, en de West Side Railroad samen.
In 1903 werdde  Metropolitan Street Railway Co. verkocht aan de Kansas City Railway Co., waarna zich nog enkele andere kleinere bedrijven aansloten.

## Geschiedenis
Kansas City bestaat uit 2 steden. Het trambedrijf exploiteerde tramnetten in beide steden waarbij de Kansas River met behulp van een spectaculair viaduct en een tunnel werd overgestoken. Kansas City, Missouri is de grootste stad (ook nu ongeveer 3x meer inwoners dan de zusterstad) en daar concentreerde het trambedrijf zich.
Mede doordat de stad heuvelachtig was, ontstond een groot kabeltrambedrijf en in 1913, relatief laat werd de laatste van deze lijnen geëlektrificeerd.
KSPSCo. was een problematisch bedrijf; er waren voortdurend financiële problemen en ieder jaar konden maar net de eindjes aan elkaar worden geknoopt. Vanwege deze instabiliteit was het moderniseren van het trammateriaal financieel bijna onmogelijk. Net als verreweg de meeste andere steden bezat Kansas City in 1940 een verouderde infrastructuur en overjarig trammateriaal dat Ze bestond uit oude vierassige, forse, logge en grote (soms nog houten) tramwagens en een hoeveelheid Birney Cars. In 1941 was de gemiddelde leeftijd van alle tramwagens die in Kansas City dienstdeden 32 jaar. De ‘allernieuwste’ wagens waren 19 jaar oud, maar bij de bouw waren specificaties uit 1915 gevolgd.

## PCC-cars in Kansas City
In 1941 slaagde KSPSCo. erin voldoende geld te lenen voor de aanschaf van 24 PCC-cars 701-724, gebouwd door de St. Louis Car Co. (wagenbakken), de Clark Equipment Co. (draaistellen) en Westinghouse (elektrische uitrusting en motoren). Deze vierassige tramrijtuigen werden op lijn 50 over Troost Avenue ingezet, van het stadscentrum zuidelijk naar de 'betere' wijken. De keuze voor deze lijn lag voor de hand. In vele andere Amerikaanse steden die PCC’s aanschaften werden dit nieuwste materieel eerst op lijnen naar de 'dure' wijken ingezet. Lijn 50 reed door de gegoede buurten van het zuiden van de stad en had een basisfrequentie van 6 minuten.

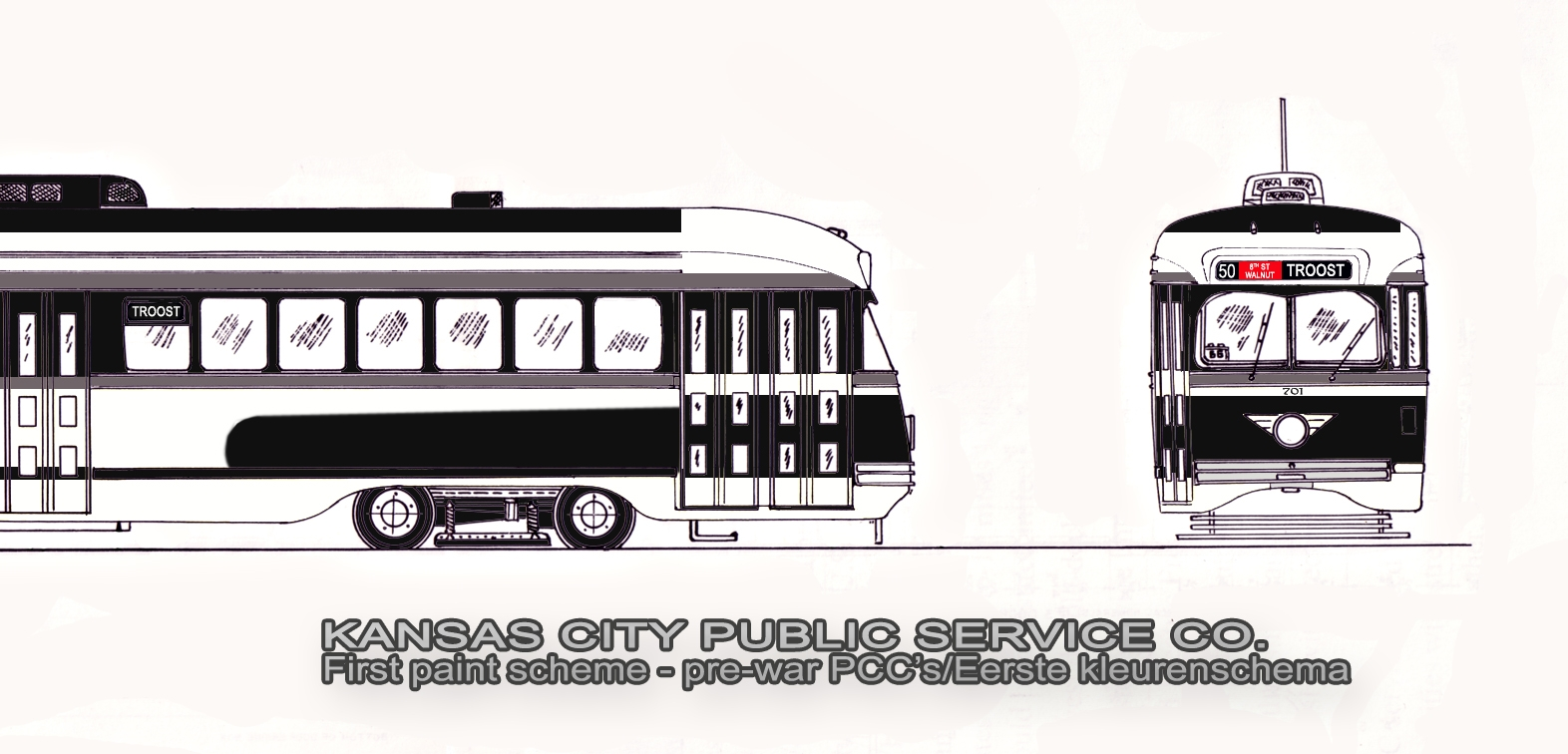
Kleurenschema PCC-cars Kansas City ten tijde van de aflevering

Karakteristiek was het steile karakter van veel tramtrajecten: er waren heuvels tot 9%.
In de Tweede Wereldoorlog werden plannen bekendgemaakt om in totaal 371 PCC-cars aan te schaffen, wat een werkelijke modernisering van het bedrijf zou zijn geweest. Het Office of Defence Transportation – dat in de oorlog over alle aanschaf van materiaal voor openbaar vervoer moest beslissen – besloot echter dat in andere steden de materieelpositie slechter was. In 1944 kondigde KSPSCo. een moderniseringsprogramma aan voor de 14 lijnen met het grootste vervoer. Voor $10,000,000.- werden tot 1946 in totaal 176 nieuwe trolleybussen en uiteindelijk 160 naoorlogse PCC-cars gekocht.

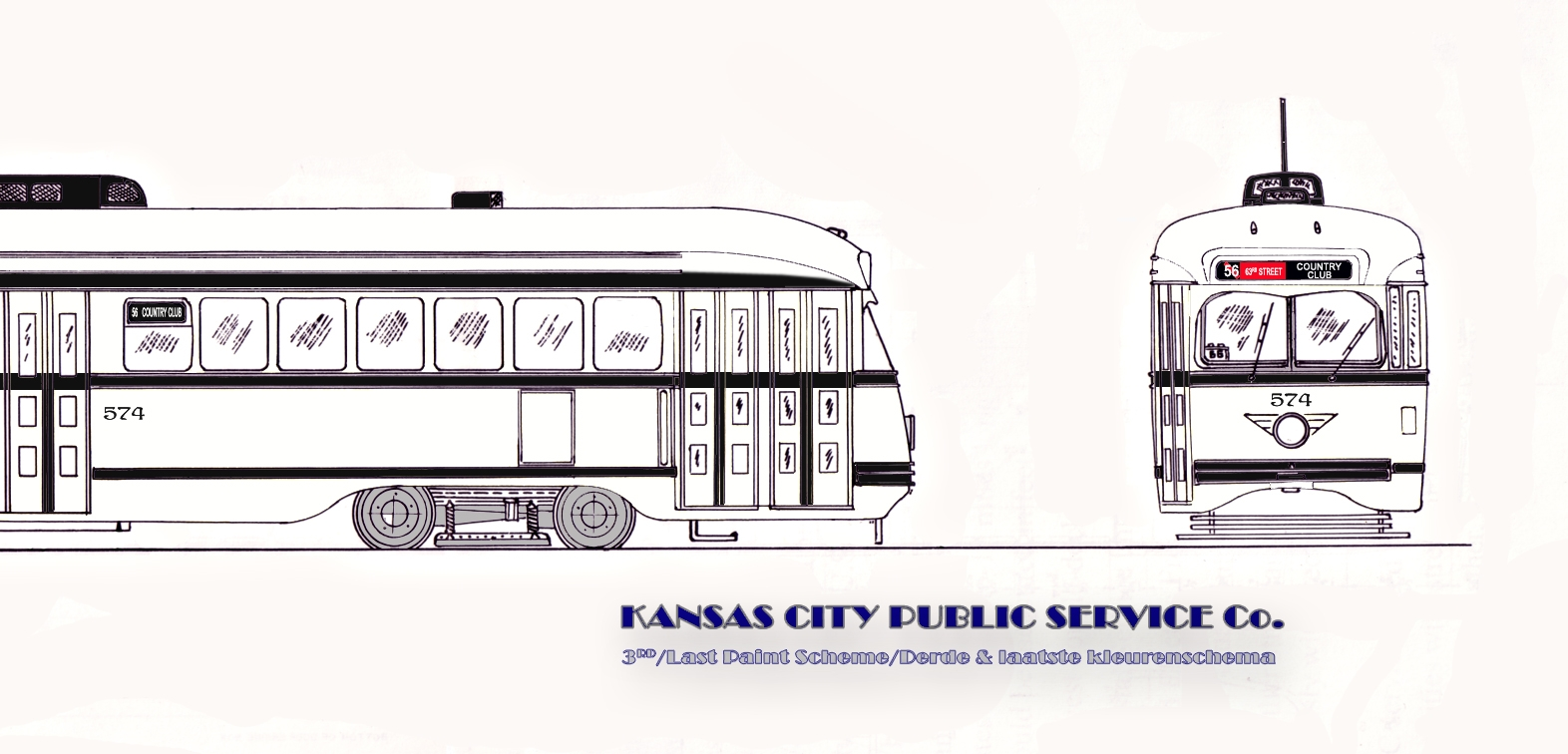
Laatste, vereenvoudigde, kleurenschema PCC’s in Kansas City

De eerste 75 PCC-cars 725-799 werden in 1946 afgeleverd door dezelfde bouwers als de eerste serie, zodat ook andere lijnen van deze snelle en comfortabele wagens konden profiteren. In datzelfde jaar werden nog eens 85 identieke trams 501-585 bijbesteld, maar de banken stelden slechts krediet voor 60 trams ter beschikking. Met creatief boekhouden slaagde het trambedrijf er toch in de hele bestelling af te nemen.
Het ontwerp van de 160 PCC-cars was bijzonder, omdat dit de enige Amerikaanse naoorlogse PCC-rijtuigen waren waar boven de zijramen geen ‘standee windows’, kleine raampjes voor de staande passagiers, waren toegepast. KSPSCo.-directeur Powell C. Groner had een hekel aan deze ‘funny little portholes’ en op zijn aandringen werd voor Kansas City een afwijkende versie van het standaardmodel gemaakt. Deze PCC-cars waren in een zeer bijzondere kleurencombinatie van zwart, crème en zilver gestoken, waarbij het zwart in de loop van de jaren meer en meer door crème werd vervangen vanwege de hoge kosten van het oorspronkelijke ontwerp. De door Raymond Loewy ontworpen zwarte, ovaalachtige versiering aan de beide zijkanten was ook aan te treffen op de Brillliners van Atlantic City NJ.
De vooruitziende blik van de banken was juist ingeschat en na de Tweede Wereldoorlog daalde het aantal vervoerde passagiers drastisch, waardoor de liquiditeit sterk afnam. In 1946 werden nog 136 miljoen reizigers vervoerd; hiervan waren in 1954 nog 66 miljoen over en vele tramlijnen werden vervangen door dieselbuslijnen.  
In 1955 probeerde KSPSCo. haar PCC-wagens te verkopen. Uiteindelijk werden kleine series verkocht aan Toronto, Philadelphia en Tampico, Mexico. Daar deden deze trams nog jaren naar tevredenheid dienst. Van 79 gesloopte PCC-cars werden de draaistellen, elektrische installaties en motoren verkocht aan de Maatschappij voor het Intercommunaal Vervoer te Brussel. Daar werden deze onderdelen door La Brugeoise et Nivelles gebruikt voor het bouwen van 75 Brusselse PCC-cars, die van 1957 tot in de jaren tachtig hebben dienstgedaan.
De laatste tramlijnen in Kansas City werden in 1957 opgeheven. De 24 oudste PCC-wagens uit 1941 konden niet verkocht worden en werden gesloopt.
Historische PCC's
Twee gerestaureerde PCC-cars houden in de 21e eeuw de herinnering levend aan het verdwenen trambedrijf.
- Wagen 551 uit 1947, die aan Toronto was verkocht, werd teruggehaald naar Kansas City, opgeknapt en herschilderd in de crème kleur met groene biezen waarin hij in de laatste jaren tot 1957 door Kansas City reed. Hij stond vanaf 2006 als statisch object opgesteld onder een afdak bij het Kansas City Union Station, maar werd in 2016 verplaatst naar een tijdelijke locatie wegens uitbreiding van het station.
- Op de historiserende tramlijn F Market & Wharves in San Francisco rijdt PCC-car 1056 in de  kleurencombinatie van zwart, crème en zilver waarin de PCC's in hun beginjaren bij de KSPSCo. te zien waren. Dit exemplaar, gebouwd door de St. Louis Car Co. in 1948, is niet uit Kansas City afkomstig maar uit Philadelphia en heeft juist wel de 'standee windows' waarvan de afwezigheid het kenmerk was van de PCC's van Kansas City.

## Tramlijnen en trolleybuslijnen in Kansas City, Ka. & Mo.
De aanduiding Interstate Line geeft aan dat dit een tramlijn was die Kansas City, Missouri en Kansas City, Kansas verbond. De lijnnummers werden alleen op de PCC-cars getoond. Andere trams hadden alleen een aanduiding van de bestemming. Op de oude trams werden geen lijnnummers gevoerd. Net als vele andere Amerikaanse trambedrijven, bijvoorbeeld bij Chicago Surface Lines & Boston Elevated Railway, hadden lijnen alleen een administratief nummer.
Op de trolleybussen werden de lijnnummers op de voorkant zichtbaar gemaakt.

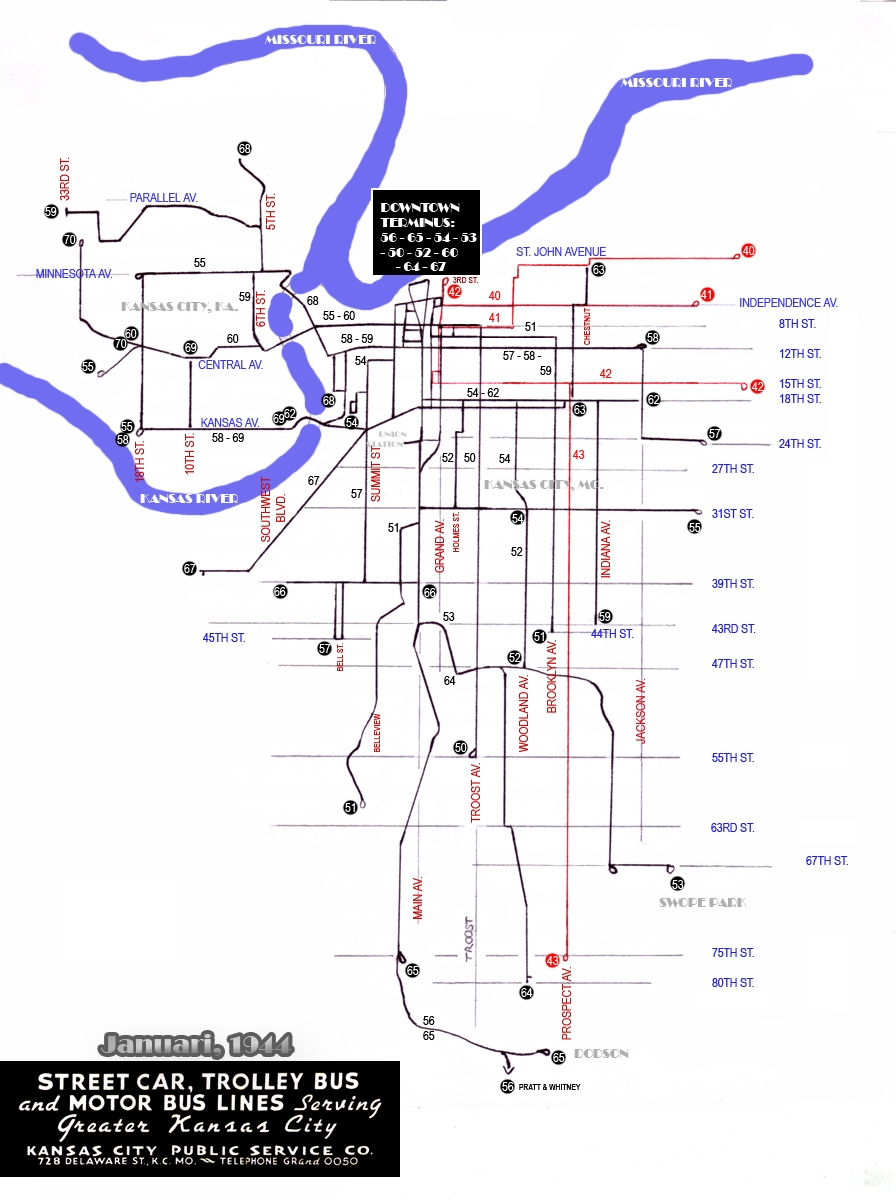
Tramnet van Kansas City in 1944; trolleybuslijnen in rood

### 1944
20 tramlijnen
- 50 – Downtown – Troost Avenue (55th Street)
- 51 – Brooklyn Avenue (44th Street) – Sunset Hill (60th Street)(via Downtown & Union Station)
- 52 – Woodland Avenue (Swope Parkway) - Downtown
- 53 – Swope Park – Downtown (via Union Station)
- 54 – Woodland Avenue (31st Street) - Downtown
- 55 – (Interstate Line) Kansas City, Ka. 18th Street – Kansas City, Mo. Downtown & Union Station – 31st Street
- 56 – Country Club – Downtown (via Union Station)
- 57 – 24th Street (Hardesty Avenue) – 45th Street (via Summit Street)
- 58 – (Interstate Line) Kansas City, Ka. Kansas Avenue (18th Street) – Kansas City, Mo. Downtown – 12th Street (Jackson Avenue)
- 59 – (Interstate Line) Kansas City, Ka. Parallel Avenue – Kansas City, Mo. Downtown – Indiana Avenue (43rd Street)
- 60 – (Interstate Line) Kansas City, Ka. Central Avenue (19th Street) – Kansas City, Mo. Downtown
- 62 – (Interstate Line) Kansas City, Ka. Berger Avenue – Kansas City, Mo. Downtown – 18th Street (Jackson Avenue)
- 63 – 15th & Prospect – North Prospect (Missouri Avenue) Shuttle
- 64 – Woodland Avenue (80th Street) – Downtown (via Union Station)(Marlborough Route)
- 65 – Wornall Road (75th Street) – 85th Street (Prospect Avenue)
- 66 – (Interstate Line) 39th Street Shuttle
- 67 – (Interstate Line) Kansas City, Ka. Southwest Boulevard (Boeke Street) – Kansas City, Mo. Downtown
- 68 – (Interstate Line) Kansas City, Ka. 7th Street (Haskell) – Kansas City, Mo. Stock Yards
- 69 – 10th Street Shuttle (uitsluitend in Kansas City, Kansas)
- 70 – Roach Road Shuttle (uitsluitend in Kansas City, Kansas)

4 trolleybuslijnen met eindpunt Downtown
- - 40 – Northeast Route
  - 41 – Independence Avenue Line
  - 42 - 15th Street Line
  - 43 – Prospect Avenue Line

### 1951
5 tramlijnen
Lijn 50 werd over Troost Avenue nog ongeveer 2 kilometer – van de 55ste naar de 63ste straat - naar het zuiden van de stad verlengd. Dit was een van de laatste nieuwbouwtrajecten in de VS na de Tweede Wereldoorlog (van een conventioneel trambedrijf).

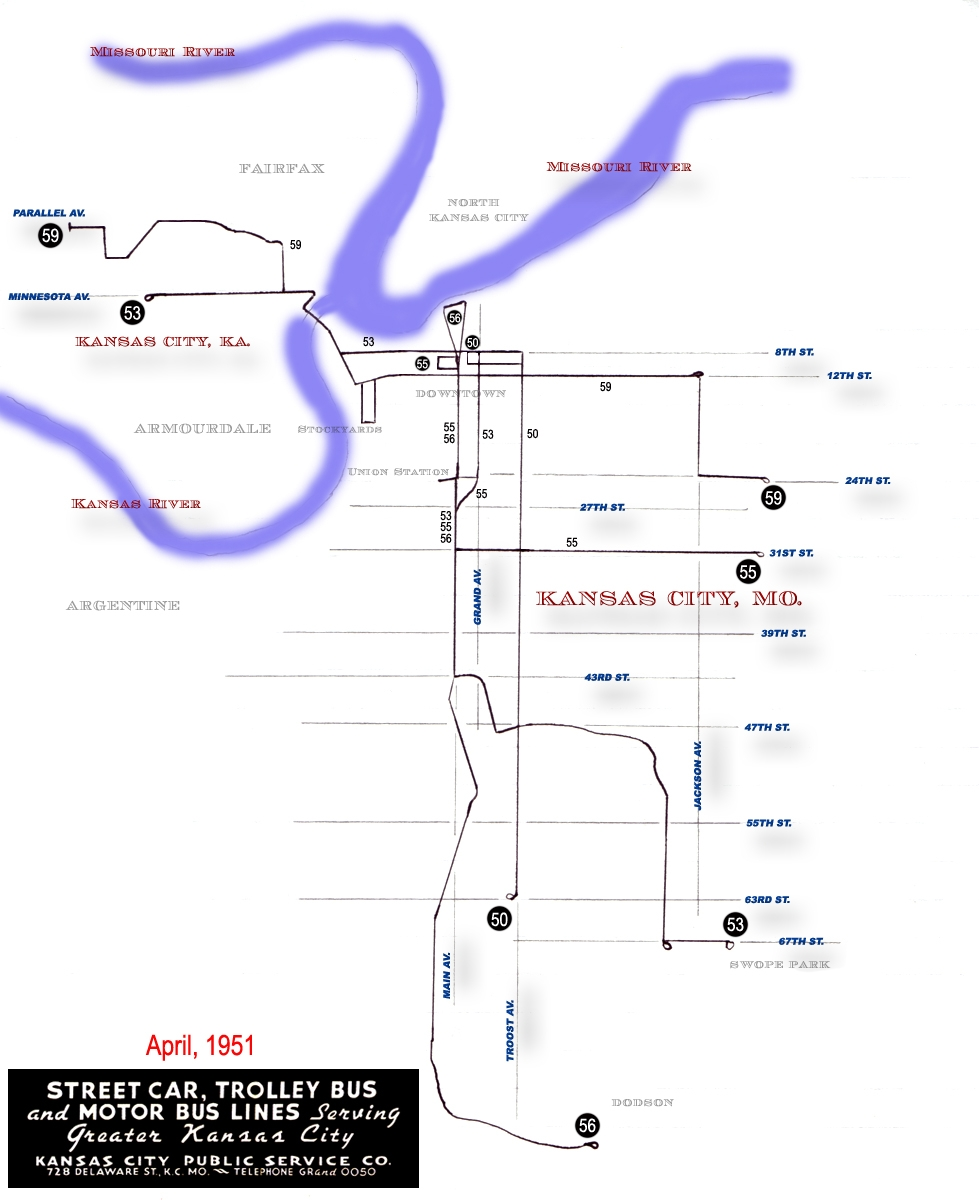
Tramnet van Kansas City in 1951

- 50 – Troost Avenue Line (63rd Street) – Downtown
- 53 – (Interstate Line) Kansas City, Ka. Minnesota Avenue (18th Street) – Kansas City, Mo. Downtown – Union Station – Swope Park
- 55 – 31st Street – Downtown
- 56 – Country Club Line
- 59 – (Interstate Line) Kansas City, Ka. Parallel Avenue – Kansas City, Mo. Downtown – 12th Street

7 trolleybuslijnen, waarvan 40, 41, 42, 43 & 45 met eindpunt Downtown.
- 40 – Northeast Route
- 41 – Independence Avenue Line – Union Station
- 42 – 15th Street Line
- 43 – Prospect Avenue Line
- 44 – Brooklyn Avenue Route – Downtown – Woodland Avenue (Swope Parkway)
- 45 – Indiana Avenue Line
- 46 – (Interstate Line) Kansas City, Ka. Kansas Avenue (18th Street) – Kansas City, Mo. Downtown – 18th Street (Jackson Avenue)